# Büdelsdorf
Büdelsdorf (dánsky Bydelstorp, dolnoněmecky Büdelsdörp) je město v německé spolkové zemi Šlesvicko-Holštýnsko, ležící v zemském okrese Rendsburg-Eckernförde. 